# Abierto de Estados Unidos 1995

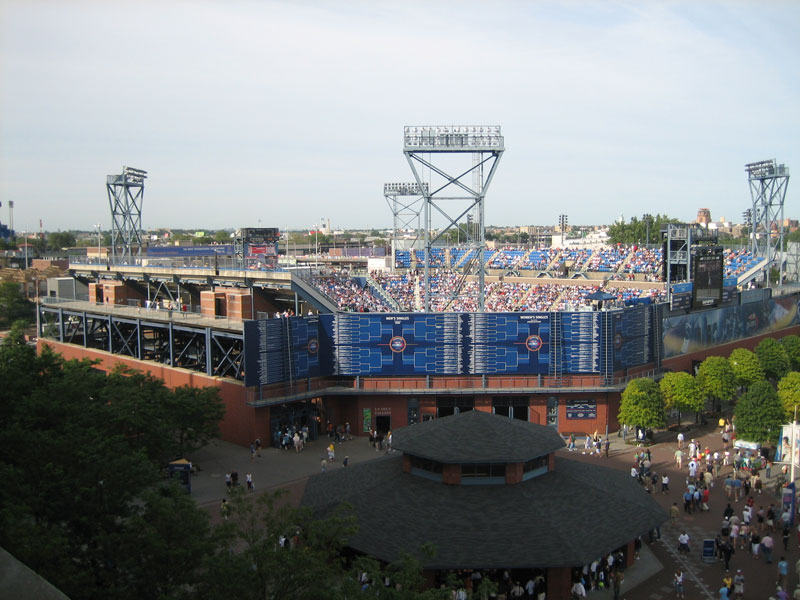
Louis Amrstrong Stadium

Lista de los campeones del Abierto de Estados Unidos de 1995:

## Individual masculino
Pete Sampras (USA) d. Andre Agassi (USA), 6–4, 6–3, 4–6, 7–5

## Individual femenino
Steffi Graf (Alemania) d. Monica Seles (USA), 7–6(8–6), 0–6, 6–3

## Dobles masculino
Todd Woodbridge(AUS)/Mark Woodforde (AUS)

## Dobles femenino
Gigi Fernández (USA)/Natasha Zvereva (BLR)

## Dobles mixto
Meredith McGrath (USA)/Matt Lucena (USA)
| Predecesor: 1994                         | Abierto de Estados Unidos 1995 | Sucesor: 1996                      |
| Predecesor: Campeonato de Wimbledon 1995 | Grand Slam 1995                | Sucesor: Abierto de Australia 1996 |

- Datos: Q1048943